# Eparchie tokijská
Eparchie Tokio je eparchie japonské pravoslavné církve.

## Území a titul biskupa
Zahrnuje správní hranice území prefektur Tokio, Točigi, Ibaraki, Čiba, Gunma, Saitama, Kanagawa, Nagano, Jamanaši, Šizuoka.
Eparchiálnímu biskupovi náleží titul biskup tokijský a celého Japonska.

## Historie
Dne 30. března 1880 byla zřízena Ruská duchovní misie v Japonsku. Stala se součástí Revelského vikariátu rižské eparchie.
Roku 1906 vznikla samostatná eparchie a s ní byl vytvořen jako její součást kjótský vikariát.
V letech 1941–1946 byla součástí jurisdikce Ruské pravoslavné církve v zahraničí
V letech 1947–1970 byla součástí severoamerické metropole a Moskevského patriarchátu.
Dne 10. dubna 1970 byla Japonské pravoslavné církvi udělena autonomie a od eparchie byly odděleny eparchie kjótská a sendajská.
Eparcha je současně primasem Japonské pravoslavné církve.

## Seznam biskupů

### Ruská duchovní misie
- 1880–1912 Nikolaj (Kasatkin) svatořečený
- 1912–1940 Sergij (Tichomirov)

### Eparchie tokijská RPCZ
- 1941–1946 Nikolaj (Ono)

### Eparchie tokijská MP
- 1947–1954 Nikolaj (Ono)
- 1967–1970 Nikolaj (Sajama)

#### Severoamerická metropole
- 1947–1953 Benjamin (Basalyga)
- 1953–1960 Ireneusz (Bekisz)
- 1960–1962 Nikon (de Greve)
- 1962–1964 Ireneusz (Bekisz)
- 1964–1970 Vladimir (Nagosskij)

### Eparchie tokijská
- 1970–1972 Vladimir (Nagosskij)
- 1972–1999 Theodosius (Nagašima)
- 1999–2000 Petr (Arihara), odmítl funkci kvůli nemoci
- 2000–2023 Daniel (Nuširo)
- od 2023 Serafim (Tsujie)